# Орзи (Кунео)
Орзи је насеље у Италији у округу Кунео, региону Пијемонт.
Према процени из 2011. у насељу је живело 55 становника. Насеље се налази на надморској висини од 568 м.